# Mateusz Rusin
Mateusz Rusin (ur. 22 sierpnia 1988 w Świebodzicach) – polski aktor teatralny, telewizyjny i filmowy.

## Życiorys
Absolwent Akademii Teatralnej w Warszawie. Jest aktorem Teatru Narodowego w Warszawie. Współpracował ze scenami warszawskimi: Teatrem IMKA, Studiem Teatralnym KOŁO, a także z Teatrem Polskiego Radia.
Występuje w formacji Kabaret na Koniec Świata i zespole Rusin&Trebuchet i Cukierki.
W 2022 roku wziął ślub z Polą Sawicką, niezwiązaną ze światem medialnym. Ma z nią dwoje dzieci: córkę oraz syna.

## Filmografia
- 2008: Wydział zabójstw – Zygmunt Zdunek (odc. 8)
- 2008: Twarzą w twarz – dziennikarz
- 2008: Samo życie – Parasol, asystent realizatora dźwięku w Studio Nagrań „Max”
- 2011: Księstwo – Rafał
- 2011: Czas honoru – untersturmfuhrer Guido Lichtman (odc. 49-52)
- 2012–2016: Ranczo – ksiądz Maciej, wikary w Wilkowyjach
- 2014: Baron24 – facet Gabrysi (odc. 24)
- 2016: Bodo – Andrzej Bednarczyk
- 2016: Powidoki – Stefan, student Strzemińskiego
- 2016: Na dobre i na złe – Kamil, brat Maćka (odc. 656)
- 2016: O mnie się nie martw – Jerzy, były partner Patrycji Kozłowskiej (odc. 54, 56)
- 2017–2019: Dziewczyny ze Lwowa – pianista Rysiek
- 2017: Volta – dąbrowszczak Rafał
- 2017: Belle Epoque – Mikołaj Staruk, syn Franciszka (odc. 1)
- 2018–2019: Przyjaciółki – Jarek Maciejewski
- 2018–2019: Pod powierzchnią – policjant
- 2018: Ojciec Mateusz – Grzegorz Wawrzak (odc. 239)
- 2019: Sługi wojny – Filip
- 2019: Solid Gold – mężczyzna przy barze w „Sommelierze”
- 2019: Szóstka – Kamil Stańczak
- 2019: Kurier – mężczyzna zatrzymany w łapance
- 2019: (Nie)znajomi – Mikołaj, przyjaciel Oli
- 2019: Motyw – fizjoterapeuta Michał
- 2020: Wyzwanie – doktor Nowicki
- 2020: Bez skrupułów – mężczyzna przy barze w „Sommelierze” (odc. 2)
- 2021: Dom pod dwoma orłami – Maurycy
- 2021: To musi być miłość – doktor Maciej Izdebski
- 2021–2023: Mecenas Porada – Marcin Drawicz[7]
- 2022: Tajemnica zawodowa 2 – Tomasz Górski
- 2022: Gdzie diabeł nie może, tam baby pośle – prywaciarz
- 2023: Chłopi – Mateusz
- 2024: Fuks 2 – asystent Bychawskiego
- 2024: Miłość jak miód - Mariusz

## Polski dubbing
- 2011: W jak wypas – Noam
- 2013: Jessie – Brad Sumers
- 2016: Soy Luna – Niko
- 2016: My Little Pony: Przyjaźń to magia – Sky Stinger, gwary
- 2016: Ninjago: mistrzowie spinjitzu – Jay E55-64

## Nagrody
| Rok  | Nagroda                                                                               | Kategoria            | Tytuł                                                                                       |
| ---- | ------------------------------------------------------------------------------------- | -------------------- | ------------------------------------------------------------------------------------------- |
| 2009 | Wyróżnienie w XII Konkursie „Pamiętajmy o Osieckiej” w Warszawie                      |                      | –                                                                                           |
| 2010 | Grand Prix Międzynarodowego Konkursu Wokalnego „The Singing Mask” w Sankt-Petersburgu | Piosenka Aktorska    | –                                                                                           |
| 2011 | Grand Prix na XXIX Festiwalu Szkół Teatralnych w Łodzi                                | Najlepsza rola męska | za rolę Dymitra w spektaklu Bracia Karamazow wg Dostojewskiego w reż. Jarosława Gajewskiego |